# Tricolia tingitana
Tricolia tingitana is een slakkensoort uit de familie van de Phasianellidae. De wetenschappelijke naam van de soort is voor het eerst geldig gepubliceerd in 1982 door Gofas.